# PHF13
PHF13 (англ. PHD finger protein 13) – білок, який кодується однойменним геном, розташованим у людей на 1-й хромосомі. Довжина поліпептидного ланцюга білка становить 300 амінокислот, а молекулярна маса — 33 582.
| 10         |  | 20         |  | 30         |  | 40         |  | 50         |
| ---------- |  | ---------- |  | ---------- |  | ---------- |  | ---------- |
| MDSDSCAAAF |  | HPEEYSPSCK |  | RRRTVEDFNK |  | FCTFVLAYAG |  | YIPYPKEELP |
| LRSSPSPANS |  | TAGTIDSDGW |  | DAGFSDIASS |  | VPLPVSDRCF |  | SHLQPTLLQR |
| AKPSNFLLDR |  | KKTDKLKKKK |  | KRKRRDSDAP |  | GKEGYRGGLL |  | KLEAADPYVE |
| TPTSPTLQDI |  | PQAPSDPCSG |  | WDSDTPSSGS |  | CATVSPDQVK |  | EIKTEGKRTI |
| VRQGKQVVFR |  | DEDSTGNDED |  | IMVDSDDDSW |  | DLVTCFCMKP |  | FAGRPMIECN |
| ECHTWIHLSC |  | AKIRKSNVPE |  | VFVCQKCRDS |  | KFDIRRSNRS |  | RTGSRKLFLD |
|            |  |            |  |            |  |            |  |            |

A: Аланін

C: Цистеїн

D: Аспарагінова кислота

E: Глутамінова кислота

F: Фенілаланін

G: Гліцин

H: Гістидин

I: Ізолейцин

K: Лізин

L: Лейцин

M: Метіонін

N: Аспарагін

P: Пролін

Q: Глутамін

R: Аргінін

S: Серин

T: Треонін

V: Валін

W: Триптофан

Кодований геном білок за функцією належить до регуляторів хроматину. 
Задіяний у таких біологічних процесах, як клітинний цикл, поділ клітини, мітоз, конденсація ДНК. 
Білок має сайт для зв'язування з іонами металів, іоном цинку. 
Локалізований у ядрі.